# Mahendranuth Sharma Hurreeram
Mahendranuth „Bobby“ Sharma Hurreeram ist ein mauritianischer Politiker der Mouvement Socialiste Militant (MSM), der seit 2019 Minister für nationale Infrastruktur und Gemeinschaftsentwicklung im Kabinett Pravind Jugnauth ist.

## Leben
Mahendranuth Sharma Hurreeram absolvierte verschiedene Studiengänge in den Bereichen Marketing, Management sowie Öffentlichkeitsarbeit und war daraufhin als Marketingdirektor und Generaldirektor in der Privatwirtschaft tätig. Er kandidierte bei der Wahl am 5. Mai 2010 für die Mouvement Socialiste Militant (MSM) innerhalb der Alliance de L’Avenir (Allianz der Zukunft) erstmals für einen Sitz in der Nationalversammlung, verpasste allerdings den Einzug ins Parlament. Bei den anschließenden Kommunalwahlen 2012 wurde er zum Mitglied des Stadtrates von Port Louis gewählt. 
Bei den darauf folgenden Wahlen am 10. Dezember 2014 kandidierte „Bobby“ Hurreeram für die MSM innerhalb der Alliance Lepep und wurde mit 13.919 Stimmen (36 Prozent) und dem besten Ergebnis im Wahlkreis No. 12, Mahebourg and Plaine Magnien erstmals zum Mitglied der Nationalversammlung gewählt. Nach den Wahlen fungierte er zwischen dem 22. Dezember 2014 und dem 28. März 2018 zunächst als stellvertretender Vorsitzender der Ausschüsse. Er war vom 24. Januar bis zum 22. Oktober 2017 Parlamentarischer Privatsekretär sowie danach als Chief Government Whip vom 23. Oktober 2017 bis zum 31. Juli 2018 Parlamentarischer Geschäftsführer der Mehrheitsfraktion der MSM in der Nationalversammlung. Er war zugleich vom 5. Dezember 2017 bis zum 6. Oktober 2019 Mitglied des parlamentarischen Gender Caucus. Am 31. Juli 2018 wurde er als Deputy Speaker stellvertretender Präsident der Nationalversammlung und behielt dieses Amt bis zum 16. Oktober 2018. Daneben fungierte er in Personalunion zwischen dem 31. Juli und dem 16. Oktober 2018 auch als Vorsitzender des Hauptausschusses, stellvertretender Vorsitzender des parlamentarischen Gender Caucus sowie zudem als Mitglied des Ständigen Geschäftsordnungsausschusses. Zuletzt war er in dieser Legislaturperiode vom 15. Oktober 2018 bis zum 6. Oktober 2019 erneut als Chief Goverment Whip und somit als Parlamentarischer Geschäftsführer der MSM-Mehrheitsfraktion.
Bei den Wahlen vom 7. November 2019 wurde „Bobby“ Hurreeram für die Mouvement Socialiste Militant (MSM) innerhalb der L’Alliance Morisien im Wahlkreis No. 12, Mahebourg and Plaine Magnien nach Dhananjay Ramful mit 12.296 Stimmen (39,5 Prozent) mit dem zweitbesten Stimmenergebnis bei den drei zu vergebenden Sitzen wieder zum Mitglied der Nationalversammlung gewählt. Daraufhin wurde er am 12. November 2019 als Minister für nationale Infrastruktur und Gemeinschaftsentwicklung in das Kabinett Pravind Jugnauth berufen.